# Puja Tomar
Puja Tomar (Budhana, Muzaffarnagar; 5 de diciembre de 1993) es una artista marcial mixta india que compite en la división de peso paja de Ultimate Fighting Championship (UFC). También compitió en ONE Championship y Matrix Fight Night, dónde fue campeona de peso paja de MFN.

## Primeros años
Nació en la aldea de Budhana en Muzaffarnagar, Uttar Prades. Sus padres eran agricultores en una región impulsada por la agricultura. Sus dos hermanas mayores y su padre murió cuando ella tenía sólo 7 años.
Tomar fue cinco veces campeona nacional de wushu. Tomar representó anteriormente a la India en el Campeonato Mundial de Wushu 2015. Consiguió un récord de 67-5 y ganó cuatro títulos nacionales.

## Carrera de artes marciales mixtas

### Carrera temprana
Hizo su debut profesional en artes marciales mixtas en la promoción líder de la India, Super Fight League, en 2013. Posteriormente sumo dos victorias por nocaut.

### ONE Championship
Tomar debutó en ONE Championship enfrentándose a Tiffany Teo en ONE: Immortal Pursuit el 24 de noviembre de 2017. Perdió la pelea por sumisión en el primer asalto.
Tomar enfrentó a Jihin Radzuan el 9 de marzo de 2018 en ONE: Visions of Victory. Perdió la pelea por sumisión en el segundo asalto.
Tomar enfrentó a Priscilla Gaol el 19 de enero de 2019 en ONE: Eternal Glory. Ganó la pelea por decisión dividida.
Tomar enfrentó a Stamp Fairtex el 10 de enero de 2020 en ONE: A New Tomorrow. Perdió la pelea por nocaut técnico en el primer asalto.

### Matrix Fight Night
Tomar ha competido en Matrix Fight Night sumando cuatro victorias consecutivas. Y finalmente reclamó el título de peso paja en MFN 10 el 18 de noviembre de 2022 al derrotar a Bi Nguyen.

### Ultimate Fighting Championship
Tomar enfrentó a Rayanne dos Santos el 8 de junio de 2024, en UFC on ESPN 57. Ganó la pelea por decisión dividida. Convirtiéndose en la primera mujer nacida en la India en debutar y ganar en la UFC.

## Carrera de Muay thai

### ONE Championship
Tomar enfrentó a Bi Nguyen el 16 de septiembre de 2019 en ONE: Immortal Triumph. Perdió la pelea por decisión dividida.

## Campeonatos y logros
- Matrix Fight Night
  - Campeonato de peso paja de MFN (una vez)

## Récord de artes marciales mixtas
| Récord profesional | Récord profesional | Récord profesional |
| 13 peleas          | 9 victorias        | 4 derrota          |
| ------------------ | ------------------ | ------------------ |
| Nocaut             | 6                  | 1                  |
| Sumisión           | 0                  | 3                  |
| Decisión           | 3                  | 0                  |

| Resultado | Récord | Oponente            | Método                     | Evento                            | Fecha                    | Ronda | Tiempo | Localización         | Notas                                                              |
| --------- | ------ | ------------------- | -------------------------- | --------------------------------- | ------------------------ | ----- | ------ | -------------------- | ------------------------------------------------------------------ |
| Victoria  | 9–4    | Rayanne dos Santos  | Decisión (dividida)        | UFC on ESPN: Cannonier vs. Imavov | 8 de junio de 2024       | 3     | 5:00   | Louisville, Kentucky |                                                                    |
| Victoria  | 8–4    | Anastasia Feofanova | TKO (parada en la esquina) | Matrix Fight Night 12             | 1 de julio de 2023       | 4     | 5:00   | Noida                | Defendió el campeonato de peso paja de MFN.                        |
| Victoria  | 7–4    | Bi Nguyen           | TKO (golpes)               | Matrix Fight Night 10             | 18 de noviembre de 2022  | 2     | 2:52   | Dubái                | Regresó a peso paja. Ganó el título inaugural de peso paja de MFN. |
| Victoria  | 6–4    | Tenzin Pema         | TKO (golpes)               | Matrix Fight Night 9              | 24 de junio de 2022      | 1     | 0:20   | Delhi                |                                                                    |
| Victoria  | 5–4    | Jojo Rajkumari      | Decisión (unánime)         | Matrix Fight Night 6              | 24 de septiembre de 2021 | 3     | 5:00   | Dubái                | Debut en peso átomo.                                               |
| Derrota   | 4–4    | Stamp Fairtex       | TKO (golpes y codazos)     | One: A New Tomorrow               | 10 de enero de 2020      | 1     | 4:26   | Bangkok              |                                                                    |
| Victoria  | 4–3    | Priscilla Gaol      | Decisión (dividida)        | One: Eternal Glory                | 19 de enero de 2019      | 3     | 5:00   | Yakarta              | Regresó a peso paja.                                               |
| Derrota   | 3–3    | Jihin Radzuan       | Sumisión (triangle choke)  | One: Visions of Victory           | 9 de marzo de 2018       | 2     | 2:23   | Kuala Lumpur         | Regresó a peso mosca.                                              |
| Derrota   | 3–2    | Tiffany Teo         | Sumisión (armbar)          | ONE: Immortal Pursuit             | 24 de noviembre de 2017  | 1     | 4:07   | Kallang              | Debut en peso paja.                                                |
| Victoria  | 3–1    | Thulasi Helen       | TKO (golpes)               | SFL 2017: Highway to Hurt         | 12 de febrero de 2017    | 2     | 1:32   | Delhi                |                                                                    |
| Derrota   | 2–1    | Hannah Kampf        | Sumisión (armbar)          | SFL 2017: Metro Mayhem            | 3 de febrero de 2017     | 3     | 2:01   | Delhi                | Debut en peso mosca                                                |
| Victoria  | 2–0    | Ishu Sood           | KO (puñetazo)              | SFL - Contenders 17               | 19 de octubre de 2013    | 1     | 0:24   | Nasik                |                                                                    |
| Victoria  | 1–0    | Priyanka Kadam      | TKO (golpes)               | SFL - Contenders 16               | 15 de octubre de 2013    | 1     | 0:21   | Nasik                | Debut en peso gallo.                                               |

## Récord de Muay thai
| Récord de muay thai  | Récord de muay thai | Récord de muay thai | Récord de muay thai   | Récord de muay thai       | Récord de muay thai | Récord de muay thai | Récord de muay thai |
| -------------------- | ------------------- | ------------------- | --------------------- | ------------------------- | ------------------- | ------------------- | ------------------- |
| 0 Victoria 1 Derrota |                     |                     |                       |                           |                     |                     |                     |
| Fecha                | Resultado           | Oponente            | Evento                | Localización              | Método              | Ronda               | Tiempo              |
| 2019-09-06           | Derrota             | Bi Nguyen           | ONE: Immortal Triumph | Ho Chi Minh City, Vietnam | Decisión (dividida) | 3                   | 3:00                |